# Mastermorphix
La Master Pyramorphix (più comunemente Mastermorphix) è un twisty puzzle, simile al Cubo di Rubik, a forma di tetraedro di Reuleaux. È una versione avanzata della Pyramorphix.

## Descrizione
Il Mastermorphix è composto da 6 pezzi centrali degli spigoli bicolori, 4 vertici del tetraedro tricolori, 4 piccoli pezzi centrali delle facce monocolore e 12 pezzi non-centrali anch'essi monocolore. Sebbene somigli esteticamente alla Pyraminx, è strutturalmente uguale al classico Cubo di Rubik e più precisamente ad un supercubo, ovvero quel cubo di Rubik i cui pezzi centrali hanno 4 possibili orientamenti di cui solo uno è quello corretto. Infatti i 12 spigoli del cubo di Rubik equivalgono ai 12 pezzi non-centrali nel Mastermorphix, i 6 pezzi centrali del cubo equivalgono ai centri degli spigoli del tetraedro, mentre gli 8 vertici del cubo equivalgono ai 4 vertici e i 4 centri del tetraedro. L'unica differenza di risoluzione nei due puzzle è data dal fatto che nel Mastermorphix, a differenza del supercubo, 4 degli 8 vertici hanno un solo possibile orientamento.

## Permutazioni
Il Mastermorphix può assumere 5.062.877.383.753.728.000 diverse posizioni.

## Altre immagini

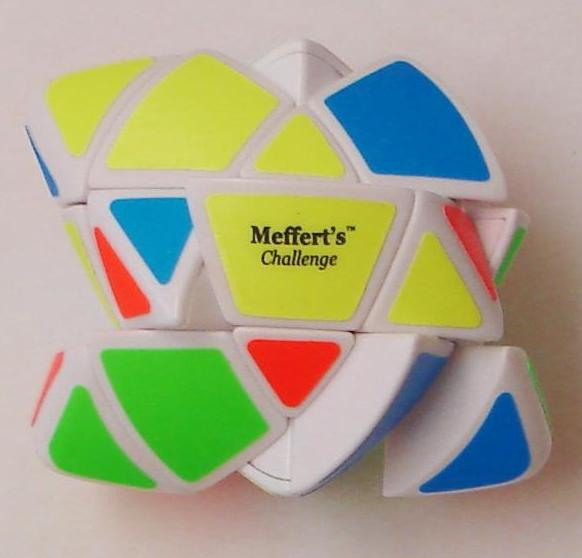
Mastermorphix non risolto.
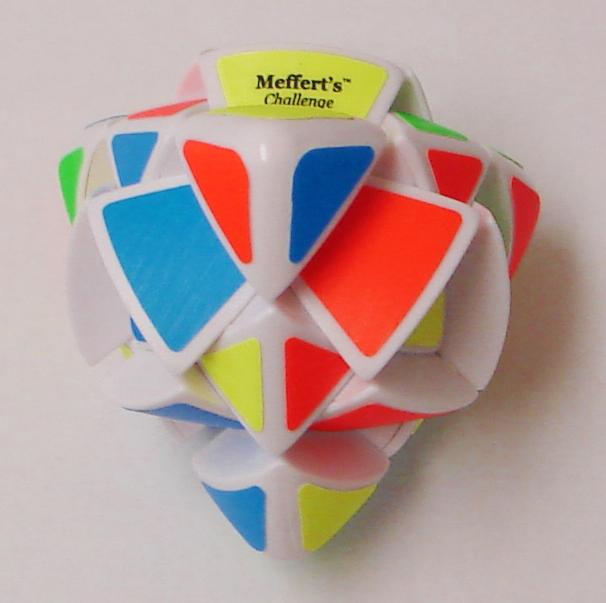
Mastermorphix in posizione di superflip, ovvero con tutti i pezzi bene posizionati e orientati, ad eccezione degli spigoli, orientati al contrario.